# Domkerk van Helsinki
De Domkerk van Helsinki (Fins: Helsingin tuomiokirkko, Zweeds: Helsingfors Domkyrka of Storkyrkan) is een evangelisch-lutherse kerk aan het Senaatsplein in Helsinki. De bisschop van Helsinki heeft er zijn zetel.
Het bouwwerk werd ontworpen door Carl Ludvig Engel in neoclassicistische stijl. Engel ontwierp het gehele plein. De bouw duurde van 1830 tot 1852.
De kerk werd gebouwd als eerbetoon aan tsaar Nicolaas I van Rusland. Tot de onafhankelijkheid van Finland in 1917 werd hij de Sint-Nicolaaskerk (Pyhän Nikolain kirkko) genoemd. Vervolgens heette de kerk Grote Kerk (Suurkirkko), totdat het gebouw in 1959 de status van bisschopskerk kreeg.
De kerk heeft de symmetrische plattegrond van een Grieks kruis. In het midden bevindt zich een ronde toren met een 62 m hoge koepel, die wordt omringd door vier kleinere koepeltorens. Boven elk van de vier ingangen staan drie beelden van apostelen. Op deze manier worden alle twaalf apostelen weergegeven.

## Galerij

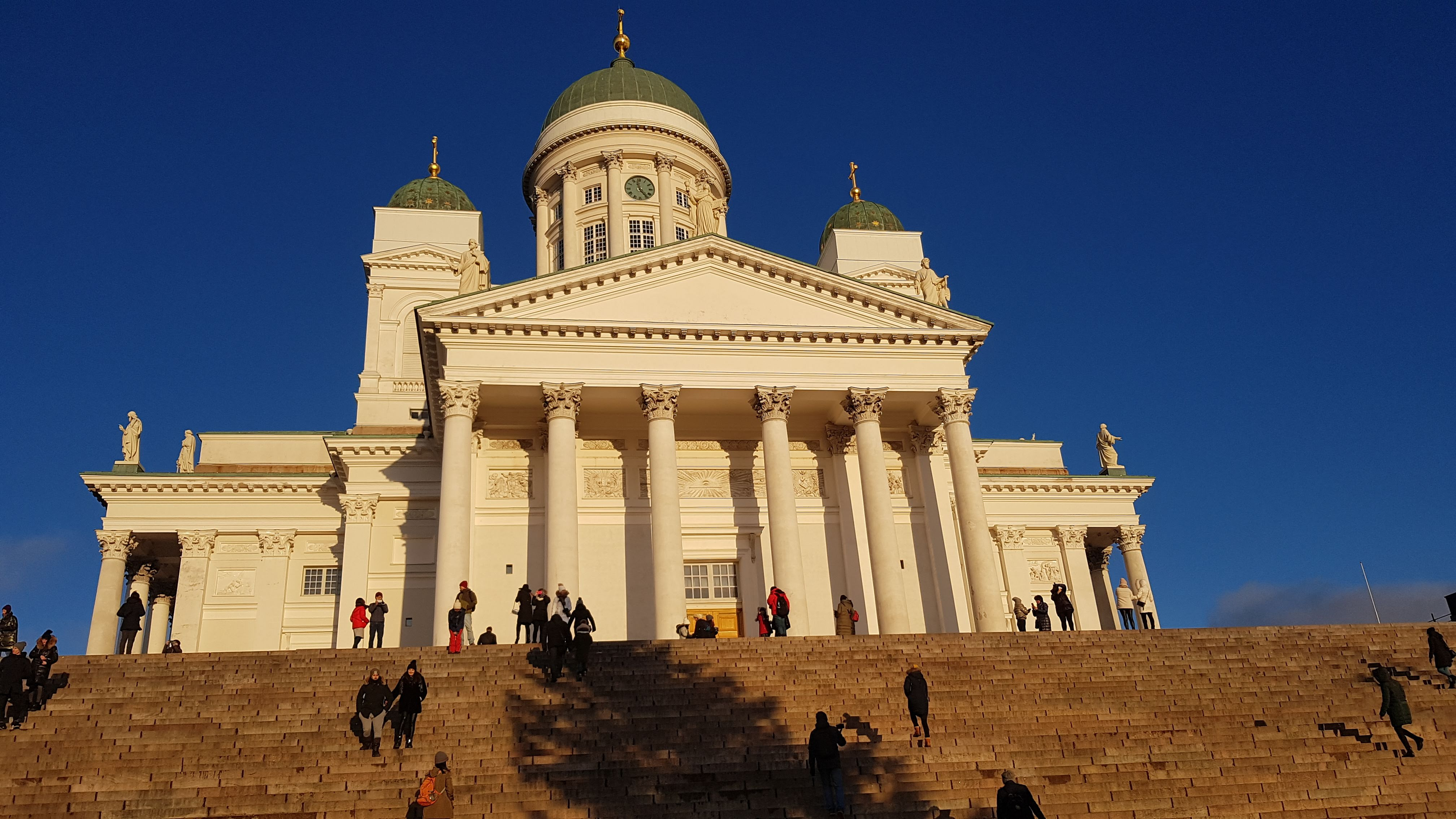
Domkerk vanaf het Senaatsplein
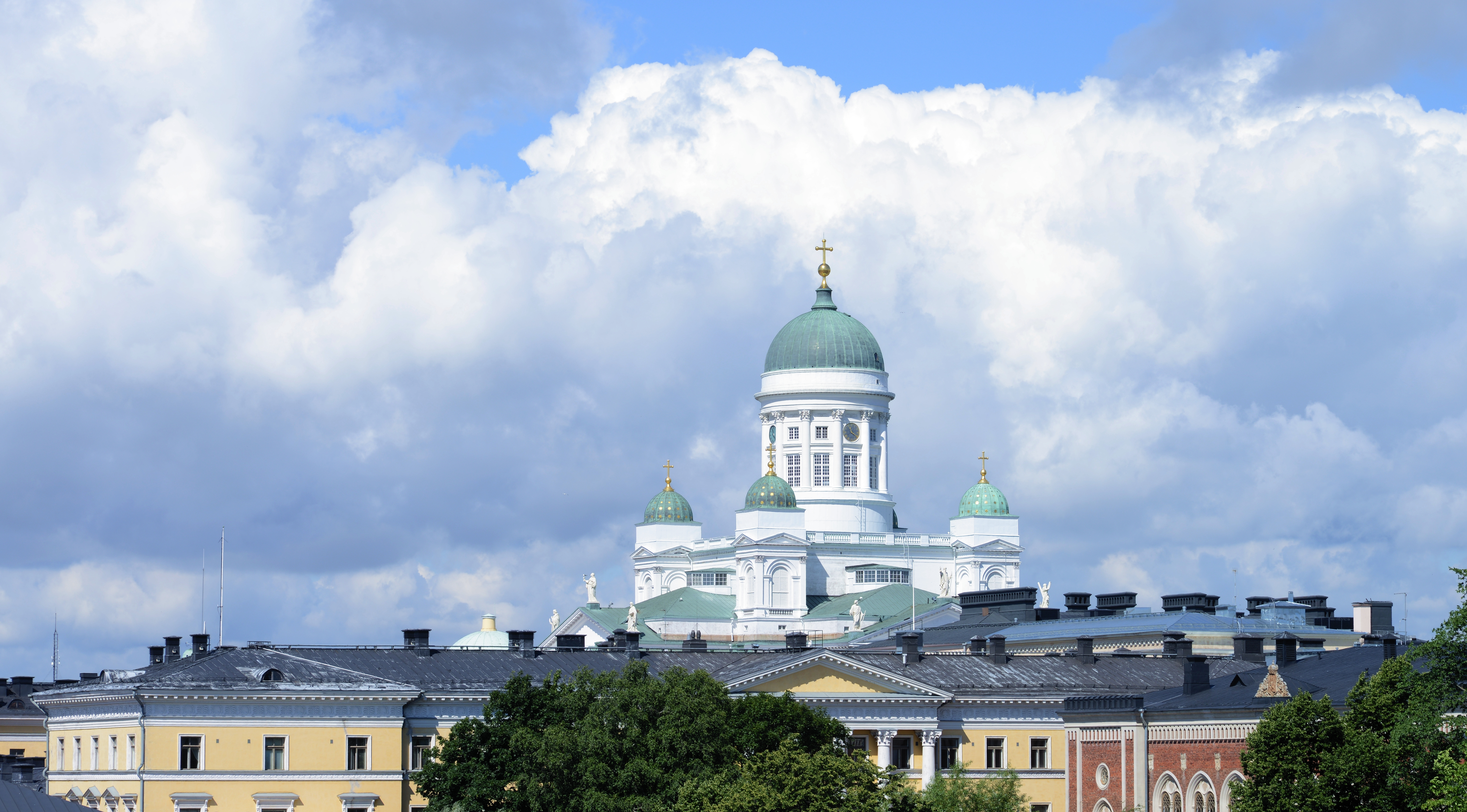
De kerk is vanuit de wijde omtrek te zien
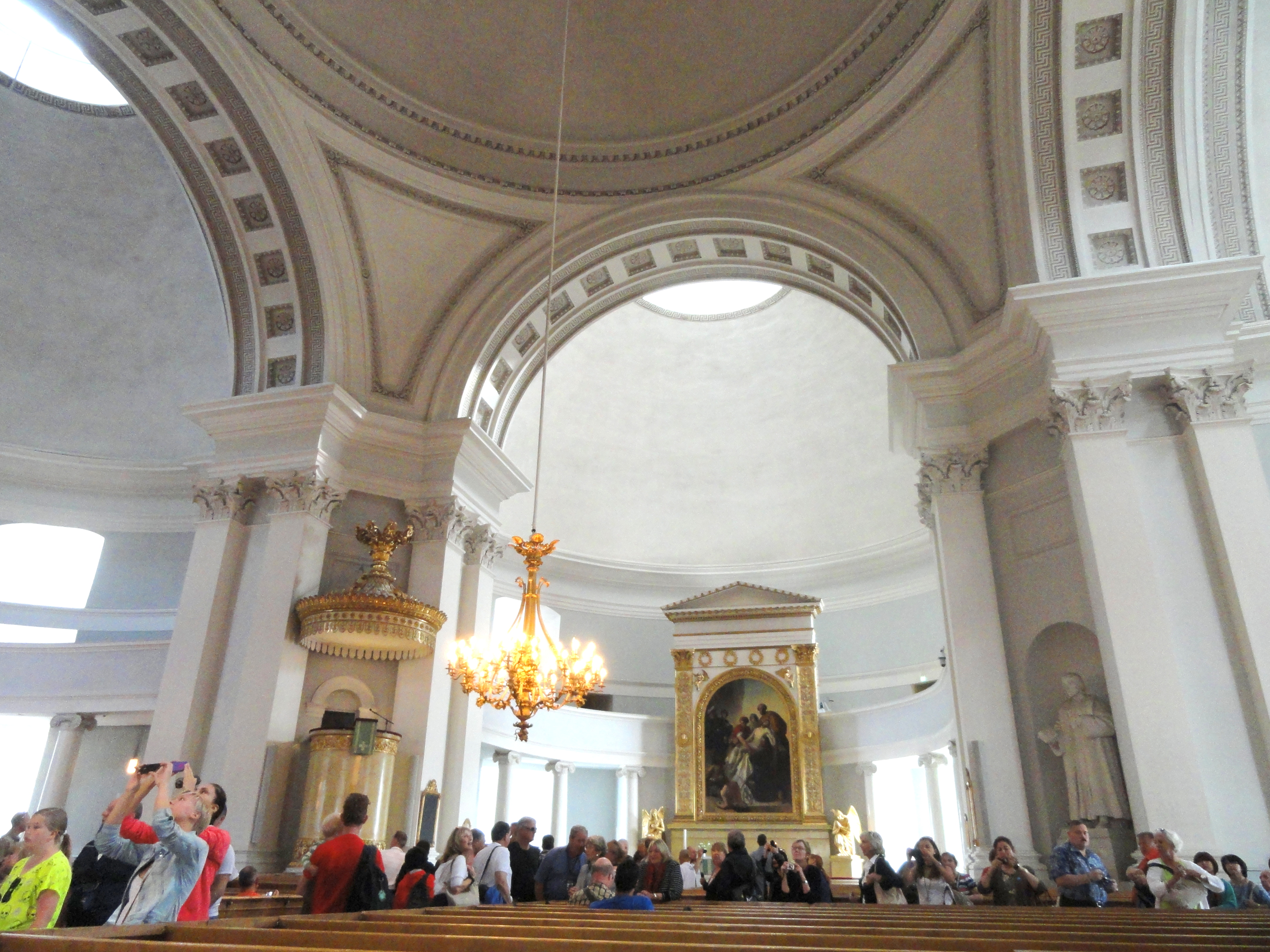
Interieur
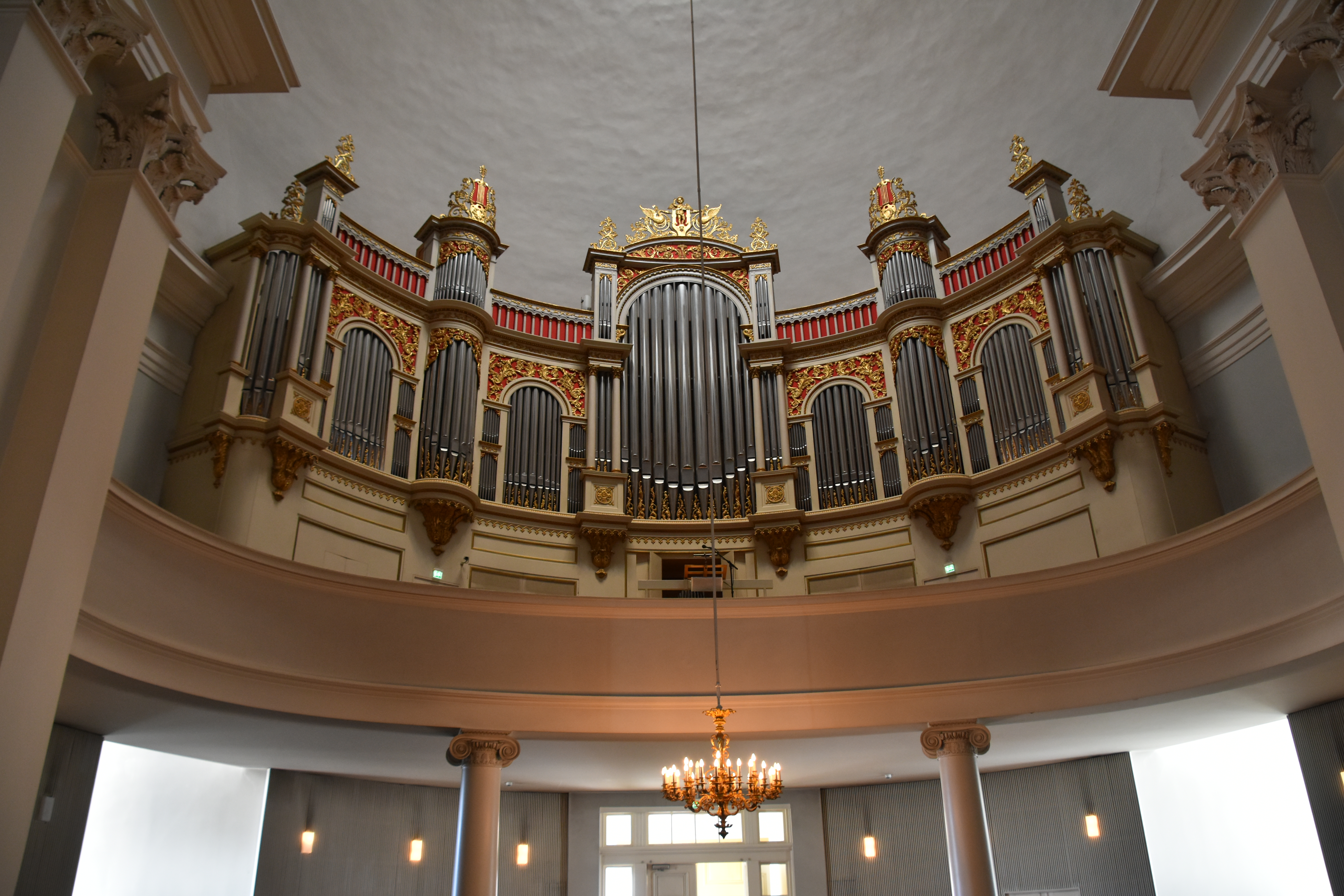
Orgel